# Mary Boleyn
Boleyn Mária, angolul Mary Boleyn (Blickling Hall, Norfolk, 1499. június 19.– London, 1543. július 19.).
Édesapja a gazdag diplomata, és udvaronc Thomas Boleyn, Rochford grófja; édesanyja Elizabeth Howard, norfolki hercegnő. Testvérei: Anna, VIII. Henrik második felesége, és George Boleyn.

## Élete

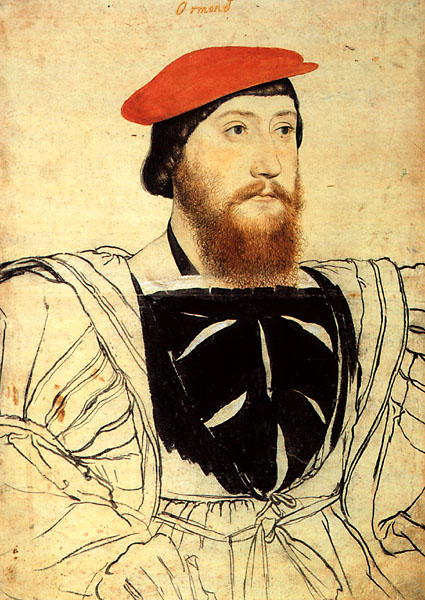
Thomas Boleyn, Mary apja

A kenti Hever kastélyban nőtt fel. Apja közbenjárására 1514-ig a király nővérének, Mária hercegnőnek lett az udvarhölgye, aki Párizsba ment, hogy összeházasodjon XII. Lajos francia királlyal. Néhány hét múlva sok angol udvarhölgynek megparancsolták, hogy térjen haza, de Mária maradhatott, valószínűleg apja nagyköveti pozíciója miatt. Amikor Tudor Mária férje 1515. január 1-jei halála után elhagyta Franciaországot, Mária még maradt. Apja, Sir Thomas és Mária testvére, Anna is csatlakozott hozzá, aki utolsó tanulmányi évét töltötte Hollandiában. 1519-ben visszatért Angliába, ahol Aragóniai Katalin udvarhölgye lett. Angliába visszatérése után Mária 1520. február 4-én férjhez ment Sir William Carey-hez, a királyi udvartartás tagjához. A pár esküvői szertartásán VIII. Henrik is a vendégek között volt. Mária kifejezetten szívesen fogadta a király közeledését és viszonyt kezdett VIII. Henrikkel. 1526 márciusában megszületik Mária második gyermeke, Henry Carey, és ezzel véget ér a királyhoz fűződő románca. Első gyermeke, Catherine még 1524-ben született. Elterjedt a pletyka, hogy Mária gyermekei a királytól születtek. Tíz évvel később, John Hale, Isleworth lelkésze azt állította, hogy Mária fia, Henry Carey, sok vonásában hasonlít VIII. Henrikre. Anna 1522 januárjában tért vissza Angliába. A testvérek között nem volt túl jó a viszony, mert különböző társadalmi körökben mozogtak. Bár Máriát tartották szebbnek, Anna ambiciózusabb és értelmesebb volt. Amikor a király érdeklődést mutatott iránta, Anna visszautasította, hogy Henrik udvarhölgye legyen, bár Henrik eltökélt volt, hogy elvegye. Egy évvel később, amikor Mária férje az izzadásos betegségben meghalt, Henrik Annának adta az unokaöccse, Henry Carey gyámságát. Mária férje jelentős adósságokat hagyott hátra, ám Anna közbenjárására Mária száz font értékben özvegységi évjáradékot kapott a királyi udvartól.
Mária 1532-ben elkísérte Annát Calaisba, ahol nővére és VIII. Henrik találkozott I. Ferenc francia királlyal, akit arra kértek, támogassa őket abban, hogy házasságot köthessenek. Mária 1534-ben titokban összeházasodott a katona William Stafforddal. Stafford szerény jövedelmű közember volt. Amikor a házasságról Mária családja tudomást szerzett; Anna dühös volt, a Boleyn család pedig élükön apjukkal, Thomas Boleynnel megtagadta őt és a párt száműzték az udvarból. Mária pénzügyi körülményei kilátástalanná váltak voltak, ezért megkérte a király tanácsadóját, Thomas Cromwellt, hogy beszéljen Henrikkel és Annával az érdekében. Henrik érzéketlen volt Mária gondjaira, az asszony ezért megkérte Cromwellt, hogy beszéljen az apjával, nagybátyjával (Norfolk hercege), és testvérével, de Cromwellnek itt sem sikerült semmit sem elérnie. Anna végül engedett és egy aranycsészét, s egy kevés pénzt küldött Máriának. Ez részleges megbékélés volt a két testvér között. Mária és férje azonban száműzöttek maradtak, s életük végéig Essexben éltek. Anna kivégzése után édesanyjuk, Lady Elizabeth Howard visszavonult a királyi udvartól, majd két év múlva meghalt; az apja, Thomas pedig a következő évben hunyt el (állítólag fia, George, és lánya, Anna kivégzése után teljesen elborult az elméje). A szülei halála után Mária örökölt egy kevés, Essexben lévő vagyont. Második férjével névtelenségben és viszonylagos kényelemben, ám visszavonultan élt tovább.

## Gyermekei

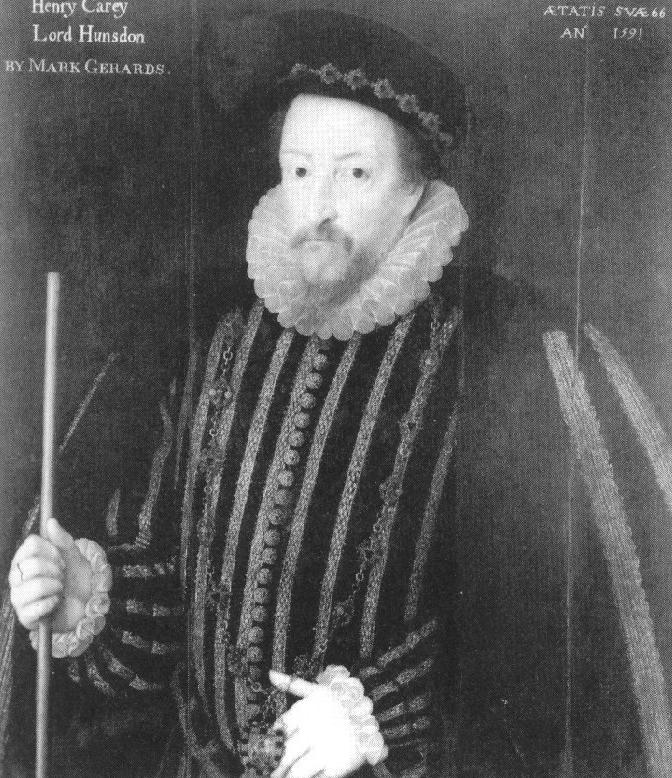
Henry Carey, Hunsdon bárója

Első férjétől, Sir William Carey-től (1495 – 1528. június 22.) két gyermeke született:
- Catherine Carey (1524 – 1568. január 15.). Férje: Sir Francis Knollys, Garter lovagja volt. Lánya: Lettice Knollys.
- Henry Carey, Hunsdon bárója (1526. március 4. – 1596. július 23.). Felesége: Anne Morgan.

Második férjétől, William Staffordtól egy leánya (Anna, akit néhai húga, a királyné emlékére nevezett el így Mária) és egy fia (Edward) született.

## Filmes megjelenések
- 2003-ban 90 perces angol filmdráma készült róla A másik Boleyn-lány (The Other Boleyn Girl) címmel Natascha McElhone főszereplésével.[7]

- Életéről 2008-ban Justin Chadwick készített 115 perces filmet A másik Boleyn lány címmel. Máriát Scarlett Johansson alakította.[8]